# Nemateleotris decora
Nemateleotris decora is een straalvinnige vissensoort uit de familie van wormvissen (Microdesmidae). Deze soort komt voor in de Indische en Grote Oceaan van Mauritius in het westen tot aan Samoa in het oosten en van de Riukiu-eilanden in het noorden tot Nieuw-Caledonië in het zuiden. N. decora leeft tussen 25 en 70 meter diepte.